# Чиж Юрій Олександрович
Юрій Олександрович Чиж (біл. Юры Аляксандравіч Чыж; нар.. 28 березня 1963 року, Сигневецька сільська рада, Березівський район, Брестська обл., Білоруська РСР, СРСР) — білоруський підприємець, генеральний директор ТОВ «Трайпл». Голова наглядової ради футбольного клубу «Динамо» (Мінськ) у 1999—2019 роках, до 2016 року очолював Білоруську федерацію боротьби.

## Біографія
Народився в 1963 році в селі Соболі Сигневицької сільради Березівського району Берестейської області. Закінчив електротехнічний факультет Білоруського політехнічного інституту, працював на Мінському тракторному заводі.
У бізнес прийшов зі спорту, спочатку займався ввезенням та продажем килимів.
У 1992 році заснував компанію «Трайпл», яка працювала у сфері будівельних матеріалів, надалі почали з'являтися дочірні фірми інших ринкових сферах. За оцінкою керівника аналітичного центру «Стратегія» Леоніда Заїко, бізнес Чижа розвивався за допомогою влади і є по суті номенклатурним.
У грудні 2021 року BYPOL випустив розслідування про дорогі автомобілі, які дарували Олександру Лукашенку. За даними авторів розслідування, Юрій Чиж подарував йому Rolls-Royce Phantom Coupé 2008 випуску вартістю півмільйона доларів США і Panther Kallista 1988 випуску.
Наприкінці серпня 2015 року стало відомо про арешт співвласника «Трайпла» та соратника Юрія Чижа Володимира Япринцева та його сина Казбека. Голова КДБ Валерій Вакульчик у грудні 2015 року підтвердив інформацію про затримання Володимира Япринцева.
11 березня 2016 року низка білоруських ЗМІ повідомили про затримання Юрія Чижа та керівництва «Трайпла» співробітниками КДБ. 13 березня 2016 року начальник прес-служби КДБ підтвердив, що Чиж затриманий співробітниками Комітету держбезпеки за підозрою вчинення злочину, передбаченого ч. 2 ст. 243 Кримінального кодексу РБ «Ухилення від сплати сум податків, зборів в особливо великому розмірі». Разом з ним затримано ще низку осіб, підозрюваних у скоєнні та співучасті у зазначеному злочині. Пізніше голова КДБ Валерій Вакульчик заявляв про те, що комерсанта було затримано при спробі покинути країну на автомобілі. У вересні 2016 року Юрій Чиж вийшов на волю.
З весни 2021 року перебував під вартою у рамках нової кримінальної справи про ухилення від сплати податків. За деякими даними, у вересні 2022 вийшов на свободу. У лютому 2023 року Чижа засудили до трьох з половиною років позбавлення волі, але звільнили від відбування строку через амністію та час, проведений ним під вартою у 2016 та 2021—2022 роках.

## Активи
У Білорусі активи Юрія Чижа публічно не оцінювалися. Українське видання «Діло» оцінило його статки в 90 мільйонів доларів, поставивши його на шосте місце у списку найбагатших підприємців Білорусі. У 2011 році та 2013 році очолював рейтинг 200 найуспішніших та найвпливовіших бізнесменів Білорусі видання «Щоденник», у 2018 році Чиж у цьому рейтингу був на 26-му місці.
Юрій Чиж володіє групою компаній «Трайпл», в якій працюють 5 000 осіб, та має активи у різноманітних сферах: від оптової торгівлі нафтопродуктами та будівництва до виробництва безалкогольних напоїв, готельного бізнесу, імпорту алкогольних напоїв та розведення середньоазіатських вівчарок.
Оскільки Юрій Чиж збудував будинок «У Троїцького» у центрі Мінська, за Троїцьким передмістям, неофіційно цей будинок називають «будинок Чижа». Планувалося, що «Трайпл» збудує Національний футбольний стадіон у Мінську, але цей контракт було передано китайським компаніям.
У жовтні 2022 року Білоруський розслідувальницький центр заявив, що Юрій Чиж та його литовський бізнес-партнер Вітольд Томашевський у 2011—2012 роках перепродували російську нафту під виглядом розчинників.
У 2013—2016 роках підприємець почав позбавлятися частини своїх активів, наприклад у ресторанному бізнесі. Частина активів стала власністю його бізнес-партнера Олексія Олексіна.

## Футбольний клуб «Динамо» Мінськ
У 1999—2019 роках компанії «Трайпл» та афілійованим компаніям належало 57 % акцій ЗАТ «Футбольний клуб „Динамо-Мінськ“». 22 травня 2019 року економічний суд Мінська визнав, що вступ ТОВ «Трайпл» та ТОВ «Раковський бровар», що належить Чижу до складу акціонерів ЗАТ у 1999 році було проведено з порушеннями. Незважаючи на протест відповідача про закінчення строку позовної давності, суд задовольнив позов Мінського міськвиконкому. На суді була озвучена інформація про лист голови Мінміськвиконкому Андрія Шорца з вимогою передати акції «Динамо» Мінміськвиконкому безоплатно.
За час керівництва «Динамо» Чиж прославився частими звільненнями головних тренерів команди — всього за 1999—2019 роки їх змінилося 33.

## Нагороди
- Майстер спорту СРСР із греко-римської боротьби[13]
- Орден Вітчизни Республіки Білорусь ІІІ ступеня

## Санкції ЄС
23 березня 2012 року Рада Європейського Союзу внесла Чижа та його компанії («Трайпл», «НафтаХімТрейдинг», «Аскарготермінал», «Трайплметалтрейд», Березовський комбінат силікатних виробів, «Трайпл-Техно», «Варіант», «Кварцмелпром», «Альтерсолюшнс», «Простормаркет», «Акватрайпл», «Ракавський бровар», «Трайпл-Агро», «Трайплфарм», «Трайпл-Велес», а також футбольний клуб «Динамо-Мінськ» та курорт «Логойськ») до «Чорного списку ЄС». Відповідно до рішення ЄС, Чиж надавав фінансову підтримку режиму Лукашенко через свою холдингову компанію ТОВ «Трайпл», яка працює в багатьох секторах білоруської економіки, водночас позиції голови правління футбольного клубу «Динамо-Мінськ» та голови Білоруської федерації боротьби лише підтверджували його зв'язок із режимом.
6 жовтня 2015 року суд Європейського союзу скасував рішення Ради ЄС щодо запровадження санкцій проти Юрія Чижа та його підприємств через відсутність достатніх доказів причетності підприємця до фінансування режиму Олександра Лукашенка. Внаслідок санкції проти Юрія Чижа були визнані необґрунтованими та скасовані, а самому Чижу мали повернути всі понесені ним у суді витрати.

## Родина
За даними газети «Наша Ніва», Юрій Чиж народився у простій селянській сім'ї; батько був православним, мати — баптисткою.
Дружина — Світлана Чиж, виховують синів Сергія, Володимира та доньку Тетяну. Навесні 2023 року Юрій Чиж підтвердив в інтерв'ю, що розлучився з дружиною і перебуває у конфлікті із сім'єю.